# Schloss Klein Tschirne

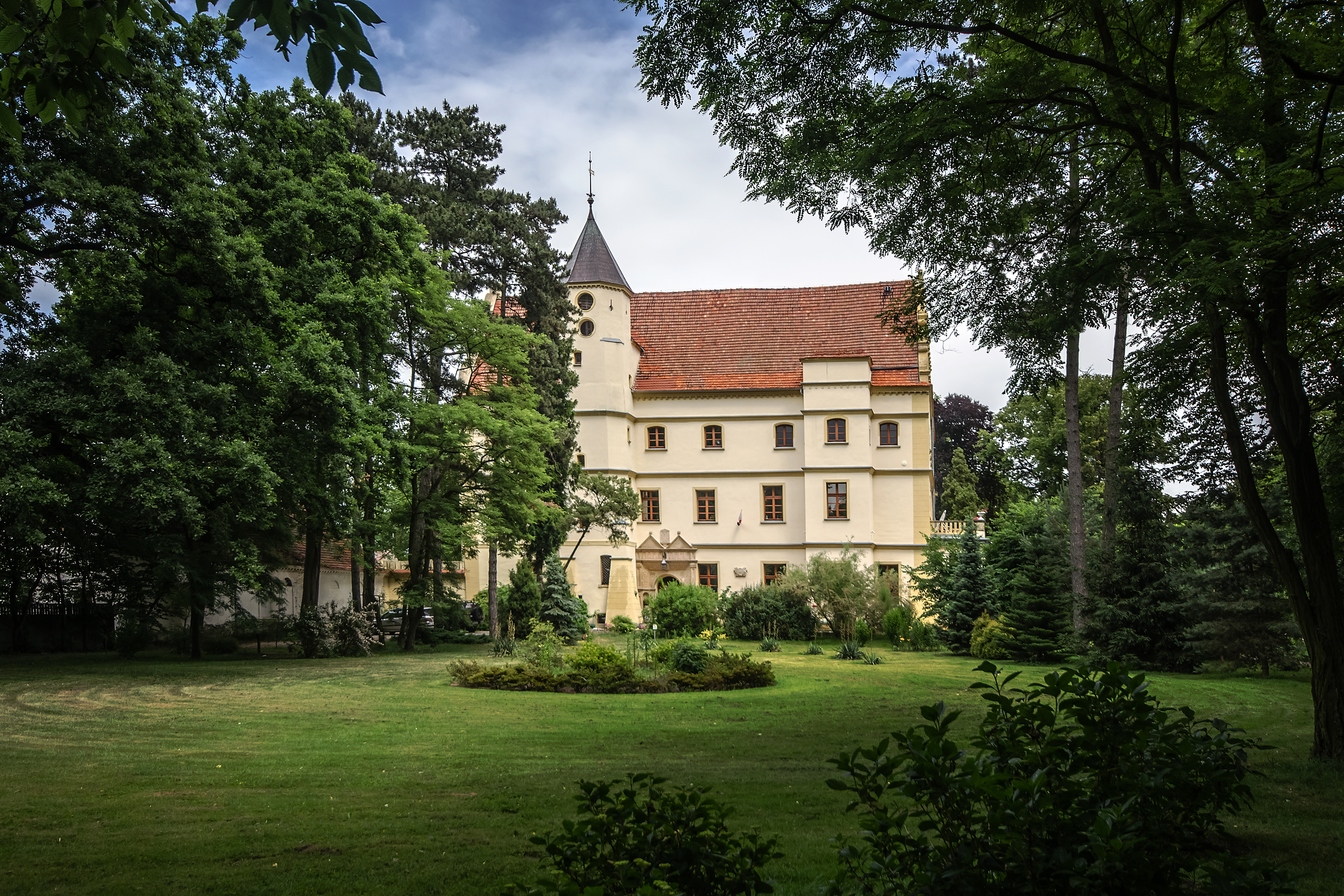
Schloss Klein Tschirne

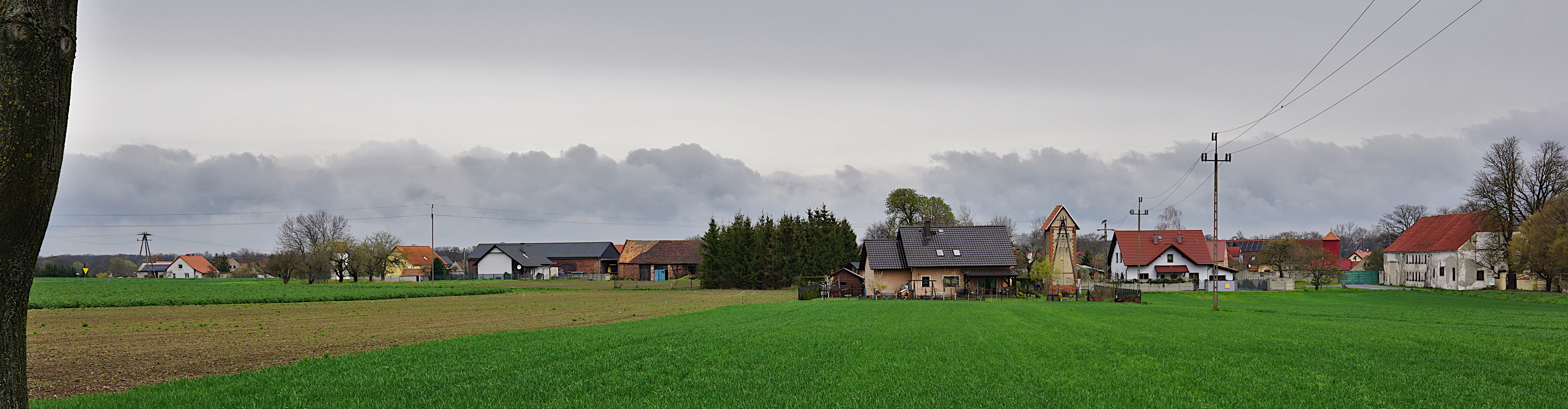
Blick auf das Dorf Czerna (Klein Tschirne)

Schloss Klein Tschirne (polnisch Pałac w Czernej) ist ein Schloss in Czerna (deutsch Klein Tschirne) in der Landgemeinde Żukowice (Herrndorf) im Powiat Głogowski in der Woiwodschaft Niederschlesien in Polen.

## Geschichte
Die von Glaubitz hatten seit 1454 einen Sitz im als Schyrnino erwähnten Ort. Unter Wolf von Glaubitz wurde der Bau des heutigen Schlosses begonnen, der 1559 vollendet wurde. Im Jahr 1571 wurde David von Stosch Eigentümer des Schlosses, das 1721 renoviert wurde.
Im Jahr 1830 wurde Leopold Emil Freiherr von Buddenbrock Eigentümer, der den Südostflügel anbauen und einen Park mit Belt Walk anlegen ließ. Bis 1945 war Theodor von Fritzsche Eigentümer.
Als Folge des Zweiten Weltkriegs fiel Klein Tschirne 1945 zusammen mit Schlesien an Polen. Später wurde die Anlage als Ferienheim für eine Danziger Werft genutzt. Ab 1972 war das Schloss eine Zweigstelle des Glogauer Kupfermuseums. 2004 wurde das Schloss saniert und beherbergt nun eine Pension.

## Bauwerk
Der dreigeschossige Bau wird nach Norden und Süden von einem renaissancezeitlichen, mit Lisenen und Gesimsen gerasterten Schweifgiebel eingefasst. An die Westfassade lehnt sich ein Turm mit oktogonalem Aufsatz. Ein Sitznischenportal zwischen dem Turm und einem Standerker trägt die Bauinschrift „1558 Montag nach Pfingestn hot Wolf Glaubitz den Baw angefangen“. Darüber befindet sich ein Wappenfries und zwei Giebeldreiecke mit Wappenschild. Im Inneren hat sich die wandfeste Ausstattung erhalten, unter anderem Prunköfen und ein historischer Küchenbereich.